# Красна Горка (Казахстан)
Кра́сна Го́рка (каз. Красная Горка) — село у складі Кизилжарського району Північноказахстанської області Казахстану. Входить до складу Розсвітського сільського округу.
Населення — 331 особа (2021; 416 у 2009, 487 у 1999, 526 у 1989).
Національний склад станом на 1989 рік:
- росіяни — 60 %.